# Пабст, Генрих Вильгельм фон
Генрих Вильгельм фон Пабст (26 сентября 1798 году Маар, около Лаутербаха (Гессен) — 10 июля 1868, Хюттельдорф, около Вены) — германский агроном

, преподаватель, научный писатель, один из крупнейших учёных в области растениеводства в Европе XIX века.

## Биография
Генрих Вильгельм фон Пабст родился в семье лесника, начальную школу окончил в Мааре, в 1810 году поступил в латинскую школу в Лаубахе, в 1812 году стал учеником на ферме барона Георга Карла Эйсенбаха, бывшего тогда одним из крупнейших фермеров Тюрингии. Там он учился пять лет, получив знания по теории и практике сельского хозяйства, математике и землеустройству, в 20-летнем возрасте став инспектором в имениях Эйсенбаха. На этой должности проработал три года, но в 1821 году оставил эту работу и, желая получить образование, весной 1821 года пешком отправился из Тюрингии в Гогенгейм, где с 1818 года вюртембергским королём была основана сельскохозяйственная академия. Без проблем поступив туда благодаря своему опыту, уже с 1822 года он был не только студентом, но и бухгалтером при академии. 
С 1823 года преподавал в этой сельскохозяйственной академии; в 1831 году занял должность непременного секретаря Общества сельских хозяев в Великом герцогстве Гессенском, где в 1833 году основал сельскохозяйственное заведение в Дармштадте (до 1838 года там обучилось 250 человек); в 1834 году отказался от профессуры в Гессене. В 1837 году организовал первую конференцию немецких фермеров и лесоводов. В 1839 году был назначен директором сельскохозяйственной академии в Эльдене. В 1843 году стал в Берлине членом королевской сельскохозяйственной коллегии и получил ранг тайного советника. В 1845 году был директором сельскохозяйственной академии в Хоэнхайме, спустя год получив орден Вюртембергской короны, а в 1856 году приглашён в Австрию, в качестве члена совета министерства земледелия и директора сельскохозяйственного института в венгерском Альтенбурге. В 1861 году ему было вверено управление департаментом земледелия в министерстве торговли и народного хозяйства; в первой половине 1860-х годов представлял Австрию на международных сельскохозяйственных выставках.
Главные работы: «Учебник сельского хозяйства» (2 тома, переведён на русский язык под редакцией профессора А. В. Советова, с значительными дополнениями относительно русского хозяйства) — масштабный для своего времени курс, которого долго придерживались в агрономических заведениях Германии и  в России. Первое издание вышло в Дармштадте в 1832—1834 годах, 7-е в Вене в 1885 году с биографией Пабства, составленной Гаммом. «Учение о сельскохозяйственной таксации» («Landwirtschatfliche Taxationslehre») выдержало 3 издания (последнее в 1881 году). «Руководство к разведению рогатого скота» («Anleitung zur Rindviehzucht», 1-е издание в 1829 году, 40-е в 1851 году). С последнего издания был сделан перевод на русский язык под редакцией профессора А. Советова).